# Megaselia quartocurta
Megaselia quartocurta är en tvåvingeart som beskrevs av Borgmeier 1969. Megaselia quartocurta ingår i släktet Megaselia och familjen puckelflugor. Inga underarter finns listade i Catalogue of Life.